# 더 브레이브 원
《더 브레이브 원》(The Brave One)은 미국에서 제작된 어빙 래퍼 감독의 1956년 드라마 영화이다. 미켈 레이 등이 주연으로 출연하였고 프랭크 킹 등이 제작에 참여하였다.

## 출연

### 주연
- 미켈 레이

### 조연
- 엘자 카데나스